# Relations entre la Roumanie et l'Ukraine
Les relations entre la Roumanie et l’Ukraine sont établies en 1992 après la dislocation de l'URSS. La Roumanie a une ambassade à Kiev et deux consulats à Tchernivtsi et à Odessa tandis que l'Ukraine a une ambassade à Bucarest et un consulat à Suceava.

## Historique des relations
Les relations bilatérales englobent généralement trois domaines prépondérants :
- celui de la circulation des biens et des personnes entre les deux pays et, en application, du régime frontalier le long des 531 kilomètres de frontière commune (en deux sections, l’une terrestre au nord de la Roumanie, l’autre fluviale aux bouches du Danube) ;
- celui des relations avec la Russie, la Roumanie soutenant les gouvernements ukrainiens pro-européens (elle a été le premier pays de l'Union européenne à signer l’accord d’association avec l’Ukraine le 16 septembre 2014) tandis qu’avec les gouvernements ukrainiens pro-russes, les relations se sont tendues jusqu’à des incidents maritimes dans le golfe frontalier de Musura ;
- celui des litiges territoriaux et culturels, que le traité d’amitié et de coopération signé à Constanța le 2 juin 1997, qui laissait à l’Ukraine, comme état héritier de l’Union soviétique, cinq des six îles annexées par l’URSS au détriment de la Roumanie en 1948 et revendiquées par celle-ci jusqu’en 1997[1], n’a pas totalement réglés : deux contentieux résiduels demeurent concernant l’îlot Maican qui se trouve presque au contact de la rive roumaine du bras de Chilia, et le golfe de Musura à l’embouchure de ce bras[2]; en outre, la construction du canal de Bystroe par les Ukrainiens à travers leur partie de la Réserve de Biosphère a suscité les protestations des scientifiques de la partie roumaine en raison de l’augmentation de débit générée, intensifiant l’érosion des rives, et de l’impact d’une navigation plus intense sur l’environnement.

Ce qui a aussi « refroidi » les relations entre les deux pays, surtout après l’échec de la « révolution orange », est la question du statut des minorités ukrainienne en Roumanie et roumanophone en Ukraine, qui vivent de chaque côté de cette frontière et font l’objet d'accords culturels et politiques. Les roumanophones d’Ukraine sont, comme le territoire le l’ancienne Principauté de Moldavie sur lequel elles vivent, un « héritage partagé » entre la Roumanie, la République de Moldavie et l’Ukraine, mais cet « héritage » n’est pas sereinement assumé car, en Ukraine, Moldavie et dans les autres pays de la zone d’influence de la Russie, la législation soviétique s’applique toujours, or celle-ci fait une distinction entre les roumanophones de Roumanie, de Ruthénie et de Bucovine (y compris ukrainienne) considérés comme « Roumains » et bénéficiant des droits culturels accordés à ceux-ci, et les autres (de l’ancienne Bessarabie et du reste de l’Ukraine) qui, étant considérés comme « Moldaves non-Roumains », n’en bénéficient pas. Or la Roumanie conteste cette distinction au nom de l’identité linguistique, religieuse et culturelle de tous les roumanophones, Moldaves ou non. Ce contentieux culturel concerne aussi les anciens monuments historiques moldaves situés en territoire ukrainien (comme les citadelles médiévales de Hotin et de Cetatea Alba) dont la muséologie occulte ou minimise le passé moldave, selon les médias roumains.
À noter que la République de Moldavie, située entre la Roumanie et l’Ukraine, dans la zone d’influence russe mais peuplée aux trois-quarts de roumanophones et pour un quart de slaves en partie Ukrainiens, est officiellement neutre dans ces contentieux ; toutefois, les nationalistes moldaves y affichent des positions pro-roumaines et pro-européennes, tandis que les slaves et slavophiles y prennent des positions pro-russes (voir Politique en Moldavie).
L’élection en 2020 d’une présidente moldave pro-européenne et l’invasion de l'Ukraine par la Russie en 2022 ont subitement rendu les relations entre la Roumanie et l’Ukraine très cordiales : Roumains et Moldaves se montrent solidaires de leur voisin oriental menacé, accueillent des centaines de milliers de réfugiés et soutiennent la procédure d'adhésion de l'Ukraine à l'Union européenne,,.

## Visites d’état
Des visites présidentielles croisées entre les deux pays ont eu lieu :
- le 2 juin 1997 du président ukrainien Leonid Koutchma en Roumanie pour la signature du traité frontalier de Constanța ;
- les 27-28 mai 1999 du président roumain Emil Constantinescu en Ukraine ;
- les 17-19 septembre 2002 du président roumain Ion Iliescu en Ukraine ;
- le 17 juin 2003 du même à Tchernivtsi en Ukraine (pour y signer un traité réglant le régime frontalier) ;
- le 23 janvier 2005 du président roumain Traian Băsescu en Ukraine pour l’investiture de son homologue ukrainien Viktor Iouchtchenko ;
- le 21 avril 2005 du président ukrainien Viktor Iouchtchenko en Roumanie ;
- le 2 décembre 2005, du président roumain Traian Băsescu en Ukraine au Forum de l’Alliance pour une option démocratique ;
- les 2-3 février 2006 du même en Ukraine pour constituer une commission présidentielle mixte roumano-ukrainienne ;
- le 5 juin 2006 du président ukrainien Viktor Iouchtchenko en Roumanie, à Constanța, au Forum de la Mer Noire pour le dialogue et le partenariat ;
- le 15 janvier 2007 du même en Roumanie à Sighetu Marmației pour y inaugurer le pont transfrontalier et l’ouverture du point de passage, fermé depuis 1939 ;
- le 30-31 octobre 2007 du même en Roumanie ;
- le 3-4 avril 2008 du même en Roumanie, en observateur du sommet de l’OTAN à Bucarest ;
- le 20 août 2008, du président roumain Traian Băsescu en Ukraine ;
(pendant le mandat du président ukrainien pro-russe Viktor Ianoukovytch, de 2010 à 2014, les relations se refroidissent, les visites s’interrompent, des balises-frontières ukrainiennes flottantes sont posées au sud de la frontière de jure, dans le golfe de Musura, le long de la digue nord du port roumain de Sulina, puis enlevées par les garde-frontières roumains, et cela à plusieurs reprises, tandis que des déclarations belliqueuses à propos de ce litige frontalier sont proférées) ;
- le 7 juin 2014, du président roumain Traian Băsescu en Ukraine pour l’investiture de son homologue ukrainien Petro Porochenko ;
- le 16-17 mars 2015, du président roumain Klaus Iohannis en Ukraine pour soutenir son homologue ukrainien Petro Porochenko (par ailleurs roumanophone, car né à Bolhrad en Bessarabie) aux prises avec les séparatistes pro-russes[12].
- le 16 juin 2022, du président roumain Klaus Iohannis en Ukraine, simultanément avec le président français Emmanuel Macron, le chancelier allemand Olaf Scholz et le chef du gouvernement italien Mario Draghi, pour mettre en place le soutien coordonné de leurs pays respectifs face à l'invasion russe de l'Ukraine[13].
- le 11 juin 2025, le président roumain Nicușor Dan fraîchement investit le 26 mai, se rend à Odessa dans le cadre du Sommet Ukraine-Europe du Sud-Est[14].